# Federazione Italiana Giuoco Calcio
Federazione Italiana Giuoco Calcio (FIGC) bildades den 26 mars 1898 och är ett förbund för organiserad fotboll i Italien. Förbundet bildades i Turin, men har sitt högkvarter i Rom. Förbundet är medlem av Fifa sedan 1905 och Uefa sedan 1954. Förbundet anordnar bland annat Italiens seriesystem, Italiens herrlandslag i futsal, Coppa Italia, Italiens herrlandslag i fotboll och Italiens damlandslag i fotboll.
1964-1980 fick icke-italienska medborgare inte delta i det italienska seriespelet, en åtgärd för att gynna Italiens landslag.

## Presidenter
| Presidente                                                       | Tillträdde | Slutade |
| Mario Vicary                                                     | 1898       | 1905    |
| Giovanni Silvestri                                               | 1905       | 1907    |
| Emilio Balbiano di Belgioioso                                    | 1907       | 1909    |
| Luigi Bosisio                                                    | 1909       | 1910    |
| Felice Radice                                                    | 1910       | 1911    |
| Alfonso Ferrero di Ventimiglia                                   | 1911       | 1912    |
| Emilio Valvassori Vittorio Rignon                                | 1912       | 1913    |
| De Rossi                                                         | 1913       | 1914    |
| Carlo Montù                                                      | 1914       | 1915    |
| Francesco Mauro                                                  | 1915       | 1919    |
| Carlo Montù                                                      | 1919       | 1920    |
| Francesco Mauro                                                  | 1920       | 1921    |
| Giovanni Lombardi Luigi Bozino                                   | 1921       | 1923    |
| Giovanni Mauro                                                   | 1923       | 1924    |
| Luigi Bozino                                                     | 1924       | 1926    |
| Leandro Arpinati                                                 | 1926       | 1933    |
| Giorgio Vaccaro                                                  | 1933       | 1942    |
| Luigi Ridolfi                                                    | 1942       | 1944    |
| Giovanni Mauro Giuseppe Baldo Fulvio Bernardini Ottorino Barassi | 1944       | 1946    |
| Ottorino Barassi                                                 | 1946       | 1958    |
| Bruno Zauli                                                      | 1958       | 1959    |
| Umberto Agnelli                                                  | 1959       | 1961    |
| Giuseppe Pasquale                                                | 1961       | 1967    |
| Artemio Franchi                                                  | 1967       | 1976    |
| Franco Carraro                                                   | 1976       | 1978    |
| Artemio Franchi                                                  | 1978       | 1980    |
| Federico Sordillo                                                | 1980       | 1986    |
| Franco Carraro Andrea Manzella                                   | 1986       | 1987    |
| Antonio Matarrese                                                | 1987       | 1996    |
| Raffaele Pagnozzi                                                | 1996       | 1996    |
| Luciano Nizzola                                                  | 1996       | 2000    |
| Gianni Petrucci                                                  | 2000       | 2001    |
| Franco Carraro                                                   | 2001       | 2006    |
| Guido Rossi                                                      | 2006       | 2006    |
| Luca Pancalli                                                    | 2006       | 2007    |
| Giancarlo Abete                                                  | 2007       |         |